# Mistrzostwa Świata Juniorów w Narciarstwie Klasycznym 1986
Mistrzostwa Świata Juniorów w Narciarstwie Klasycznym 1986 – zawody sportowe, które odbyły się w dniach 11 - 17 lutego 1986 r. w amerykańskim Lake Placid. Podczas mistrzostw zawodnicy rywalizowali w 10 konkurencjach, w trzech dyscyplinach klasycznych: skokach narciarskich, kombinacji norweskiej oraz w biegach narciarskich. W tabeli medalowej zwyciężyła reprezentacja ZSRR, której zawodnicy zdobyli też najwięcej medali, 12, w tym 5 złotych, 5 srebrnych i 2 brązowe.
W porównaniu z poprzednimi edycjami w programie pojawiły się po raz pierwszy zawody drużynowe w skokach narciarskich. Ponadto biegową sztafetę męską po raz pierwszy rozegrano w formacie 3x10 km (zamiast 3x5 km jak do tej pory).

## Program
11 lutego
- Skoki narciarskie - skocznia normalna indywidualnie (M)

13 lutego
- Biegi narciarskie - 5 kilometrów (K), 10 kilometrów (M)
- Skoki narciarskie - skocznia normalna drużynowo (M)

14 lutego
- Kombinacja norweska - skocznia normalna, 10 kilometrów indywidualnie (M)

15 lutego
- Biegi narciarskie - sztafeta 3x5 kilometrów (K), 3x10 kilometrów (M)

17 lutego
- Biegi narciarskie - 15 kilometrów (K), 30 kilometrów (M)
- Kombinacja norweska - skocznia normalna, 3x10 kilometrów drużynowo (M)

## Medaliści

### Biegi narciarskie
Mężczyźni
| Konkurencja                      | Data           | Złoto                                                        | Srebro                                              | Brąz                                                    |
| -------------------------------- | -------------- | ------------------------------------------------------------ | --------------------------------------------------- | ------------------------------------------------------- |
| Bieg na 10 km techniką klasyczną | 13 lutego 1986 | Giennadij Łazutin                                            | Siergiej Kiczkin                                    | Erling Jevne                                            |
| Bieg na 30 km techniką dowolną   | 15 lutego 1986 | Giennadij Łazutin                                            | Markus Gandler                                      | Paolo Riva                                              |
| Bieg sztafetowy 3x10 km          | 17 lutego 1986 | ZSRR Andriej Kiriłłow · Giennadij Łazutin · Siergiej Kiczkin | Norwegia Erling Jevne · Tom Røsaasen · Erling Hagen | Finlandia Marko Mehtonen · Mika Kuusisto · Jari Räsänen |

Kobiety
| Konkurencja                     | Data           | Złoto                                                        | Srebro                                                      | Brąz                                                                |
| ------------------------------- | -------------- | ------------------------------------------------------------ | ----------------------------------------------------------- | ------------------------------------------------------------------- |
| Bieg na 5 km techniką klasyczną | 13 lutego 1986 | Lubow Jegorowa                                               | Jelena Trubicyna                                            | Nina Østvold                                                        |
| Bieg na 15 km technika dowolną  | 15 lutego 1986 | Gaby Nestler                                                 | Lubow Jegorowa                                              | Jelena Trubicyna                                                    |
| Bieg sztafetowy 3x5 km          | 17 lutego 1986 | Norwegia Marianne Myklebust · Nina Østvold · Trude Dybendahl | ZSRR Jelena Trubicyna · Lubow Jegorowa · Tatjana Bondariewa | Szwecja Ing-Marie Carlström · Anna-Karin Olander · Magdalena Wallin |

### Skoki narciarskie
Mężczyźni
| Konkurencja                       | Data           | Złoto                                                                  | Srebro                                                 | Brąz                                                                        |
| --------------------------------- | -------------- | ---------------------------------------------------------------------- | ------------------------------------------------------ | --------------------------------------------------------------------------- |
| Skocznia normalna - indywidualnie | 11 lutego 1986 | Virginio Lunardi                                                       | Christian Rimmel                                       | Clas Brede Bråthen                                                          |
| Skocznia normalna - drużynowo     | 13 lutego 1986 | RFN Dieter Thoma · Christian Rimmel · Robert Leonhard · Friedrich Brau | Włochy Virginio Lunardi · Carlo Pinzani · Paolo Rigoni | ZSRR Jurij Durinow · Michaił Jesin · Siergiej Badienko · Jewgienij Waszurin |

### Kombinacja norweska
Mężczyźni
| Konkurencja                                      | Data           | Złoto                                                         | Srebro                                                     | Brąz                                               |
| ------------------------------------------------ | -------------- | ------------------------------------------------------------- | ---------------------------------------------------------- | -------------------------------------------------- |
| Skocznia normalna, bieg na 15 km - indywidualnie | 14 lutego 1986 | Andriej Dundukow                                              | Günter Csar                                                | František Řepka                                    |
| Skocznia normalna, bieg na 3x5 km - drużynowo    | 17 lutego 1986 | Norwegia Trond-Arne Bredesen · Arne Oderløkken · Jon Andersen | ZSRR Siergiej Nikiforow · Andriej Dundukow · Wasilij Sawin | RFN Udo Laber · Roland Schmidt · Thomas Donaubauer |

## Tabela medalowa
| Klasyfikacja medalowa | Klasyfikacja medalowa | Klasyfikacja medalowa | Klasyfikacja medalowa | Klasyfikacja medalowa | Klasyfikacja medalowa |
| Lp.                   | Państwo               | złoto                 | srebro                | brąz                  | złoto · srebro · brąz |
| --------------------- | --------------------- | --------------------- | --------------------- | --------------------- | --------------------- |
| 1.                    | ZSRR                  | 5                     | 5                     | 2                     | 12                    |
| 2.                    | Norwegia              | 2                     | 1                     | 3                     | 6                     |
| 3.                    | RFN                   | 1                     | 1                     | 1                     | 3                     |
| 3.                    | Włochy                | 1                     | 1                     | 1                     | 3                     |
| 5.                    | NRD                   | 1                     | 0                     | 0                     | 1                     |
| 6.                    | Austria               | 0                     | 1                     | 0                     | 1                     |
| 7.                    | Czechosłowacja        | 0                     | 1                     | 1                     | 2                     |
| 7.                    | Finlandia             | 0                     | 0                     | 1                     | 1                     |
| 7.                    | Szwecja               | 0                     | 0                     | 1                     | 1                     |